# Musée d'Art contemporain de Chicago
Le musée d'Art contemporain de Chicago (The Museum of Contemporary Art) connu sous les trois lettres MCA, se trouve près de la Water Tower Place dans le centre de Chicago aux États-Unis. Depuis 1996, il se situe au 220 East Chicago Avenue dans le quartier de Streeterville, dans le sud du secteur de Near North Side.

## Histoire
Le musée a été fondé en 1967 comme lieu d'exposition temporaire d'art contemporain ; son premier directeur était alors Jan van der Marck. En 1969, le musée a servi d'emplacement au premier building wrap de Christo aux États-Unis. Il fut à cette occasion enveloppé de plus de 700 m2 de bâche.
En 1974, il commença à acquérir des collections permanentes de créations datant de l'après Seconde Guerre mondiale. C'est également ici que de nombreux artistes exposèrent leurs premières œuvres : Frida Kahlo en 1978, Antoni Tapies en 1977?, Dan Flavin en 1967, Jeff Koons en 1988. L'exposition la plus visitée fut celle de Robert Mapplethorpe en 1989 (The Perfect Moment).
Aujourd'hui, la collection du musée se compose de plus de 6 000 pièces par des artistes tels que Lee Bontecou ou Robert Smithson. Le musée expose de nouveaux artistes et de nouvelles œuvres chaque mois.

## Collections
- Francis Bacon : Study for a Portrait (1976).
- Alexander Calder : Polychrome and Horizontal Bluebird (1991).
- Chuck Close : Cindy (1998).
- Jasper Johns : In Memory of My Feelings - Frank O'Hara (1995).
- Claes Oldenburg : Sculpture in the Form of a Fried Egg (1966).
- Andy Warhol : Campbell's Soup Cans II.

## Bâtiment de Kleihues
En 1996, un bâtiment fut conçu pour le musée par l'architecte allemand Joseph Paul Kleihues au 220 East Chicago Avenue. Auparavant, le musée était situé dans un espace beaucoup plus petit.